# Bertula albosignata
Bertula albosignata är en fjärilsart som beskrevs av Walker 1864. Bertula albosignata ingår i släktet Bertula och familjen nattflyn. Inga underarter finns listade i Catalogue of Life.